# 金華里 (臺南市南區)
金華里位於臺灣臺南市，在健康路二段、金華路二段、新孝路、中華西路一段區域間。北、東、南至西順時針分別與「文南里」、「再興里」、「國宅里」、「彰南里」銜接。本里與附近各里未開發前皆為一片靠海荒廢鹽田，配合本市安平工業區之開發及第三期都市重劃，規劃為國民住宅區，別於1974年及1976年興建第一期、第二期國民住宅，合併北側民間自建住宅，設置「國宅里」。1982年5月1日臺南市行政區域整編後，將新孝路以北部分另劃定為一新里，取名「金華里」。

本里與「國宅里」形成一個生活圈，有市立托兒所、國民中學、公有市場、公有停車場、里民活動中心、公園、數家24小時超商與中型賣場，金華路二段也有多家銀行。新孝路與慶南街更有許多美食小吃店家林立，是有名的美食街。
107年1月29日鄰整編，劃分30鄰。

## 社區榮譽
- 1997年：行政院環保署、內政部指定其為全國示範觀摩的健康安全社區。
- 2005年：榮獲代表社區營造、社區推廣最高榮譽的第三屆「總統文化獎」-玉山獎。
- 2009年：通過「Hancock & Duhl 國際健康社區評估」。
- 2010年：通過WHO CCCSP國際安全社區認證。[1]
- 2011年：國際宜居社區大獎賽獲國際花園城市獎A類社區(人口2萬人以下)第二名[2]

## 外部連結
- 臺南市南區區公所
- 臺南市南區區公所
- 安平工業區